# Youth League 2021-2022 (pallamano maschile)
La Youth League 2021-2022 è la quarantacinquesima edizione del campionato Under 21 di pallamano maschile.

## Formula

### Prima e seconda fase eliminatoria
Si affrontano un totale di 18 squadre divise in quattro gironi: nella prima e nella seconda fase, che si svolgono dal 5 al 7 novembre 2021 e dal 14 al 16 gennaio 2022, vengono disputati due concentramenti per girone al termine dei quali verrà stilata una classifica valida anche per le due fasi eliminatorie successive.

### Terza e quarta fase eliminatoria
Nelle date dal 18 al 20 marzo 2022 (terza fase) e dal 15 al 17 aprile 2022 (quarta fase), si svolgono ulteriori due concentramenti ai quali partecipano le sei squadre del girone A e le sei squadre del girone B (inserite nel Gruppo 1), le sei squadre del girone C e le sei squadre del Girone D (inserite nel Gruppo 2). Ogni squadra, conservando i punti in classifica conseguiti nel proprio girone (prima e seconda fase eliminatoria), incontra soltanto le squadre dell’altro girone facente parte dello stesso Gruppo (1 o 2), determinando al termine una classifica unica per ciascuno dei due gruppi.

### Final Round
Vi accedono le prime quattro classificate di ciascun gruppo al termine della quarta fase eliminatoria, che verranno inserite in due gruppi a concentramento. Le prime due classificate accedono alle semifinali 1º-4º posto e le seconde due classificate accedono alle semifinali 5º-8º posto, cui faranno seguito le finali 1º-8º posto. Si gioca dal 2 al 5 giugno 2022.

## Prima e seconda fase

### Girone A

#### Risultati

##### Prima fase
| Squadra 1       | Squadra 2       | Risultato |
| --------------- | --------------- | --------- |
| Palazzolo       | Derthona        |           |
| Palazzolo       | Derthona        | 22 – 24   |
| Trieste         | Medicea         |           |
| Trieste         | Medicea         | 38 – 23   |
| Cassano Magnago | Trieste         |           |
| Cassano Magnago | Trieste         | 30 – 19   |
| Medicea         | Palazzolo       |           |
| Medicea         | Palazzolo       | 22 – 29   |
| Derthona        | Cassano Magnago |           |
| Derthona        | Cassano Magnago | 20 – 37   |
| Palazzolo       | Trieste         |           |
| Palazzolo       | Trieste         | 22 – 34   |

##### Seconda fase
| Squadra 1       | Squadra 2       | Risultato |
| --------------- | --------------- | --------- |
| Palazzolo       | Cassano Magnago |           |
| Palazzolo       | Cassano Magnago | 20 – 28   |
| Medicea         | Derthona        |           |
| Medicea         | Derthona        | 17 – 18   |
| Cassano Magnago | Medicea         |           |
| Cassano Magnago | Medicea         | 27 – 20   |
| Derthona        | Trieste         |           |
| Derthona        | Trieste         | 20 – 31   |

#### Classifica
|  | Pos. | Squadra         | Pt | G | V | N | S | GF  | GS  | D   |
|  | ---- | --------------- | -- | - | - | - | - | --- | --- | --- |
|  | 1.   | Cassano Magnago | 8  | 4 | 4 | 0 | 0 | 122 | 79  | +43 |
|  | 2.   | Trieste         | 6  | 4 | 3 | 0 | 1 | 122 | 95  | +25 |
|  | 3.   | Derthona        | 4  | 4 | 2 | 0 | 2 | 82  | 107 | -25 |
|  | 4.   | Palazzolo       | 4  | 4 | 2 | 0 | 2 | 93  | 107 | -17 |
|  | 6.   | Medicea         | 0  | 4 | 0 | 0 | 4 | 81  | 112 | -31 |

### Girone B

#### Risultati

##### Prima fase
| Squadra 1    | Squadra 2    | Risultato |
| ------------ | ------------ | --------- |
| Pressano     | Black Devils |           |
| Pressano     | Black Devils | 37 – 26   |
| Black Devils | Brixen       |           |
| Black Devils | Brixen       | 38 – 27   |

##### Seconda fase
| Squadra 1 | Squadra 2 | Risultato |
| --------- | --------- | --------- |
| Brixen    | Pressano  |           |
| Brixen    | Pressano  | 19 – 41   |

#### Classifica
|  | Pos. | Squadra      | Pt | G | V | N | S | GF | GS | D   |
|  | ---- | ------------ | -- | - | - | - | - | -- | -- | --- |
|  | 1.   | Pressano     | 4  | 2 | 2 | 0 | 0 | 78 | 45 | +33 |
|  | 2.   | Black Devils | 2  | 2 | 1 | 0 | 1 | 64 | 64 | +0  |
|  | 3.   | Brixen       | 0  | 2 | 0 | 0 | 2 | 46 | 79 | -33 |

### Girone C

#### Risultati

##### Prima fase
| Squadra 1  | Squadra 2  | Risultato |
| ---------- | ---------- | --------- |
| Camerano   | Romagna    |           |
| Camerano   | Romagna    | 29 – 27   |
| Tavarnelle | Atellana   |           |
| Tavarnelle | Atellana   | 26 – 28   |
| Carpi      | Romagna    |           |
| Carpi      | Romagna    | 25 – 17   |
| Atellana   | Camerano   |           |
| Atellana   | Camerano   | 24 – 23   |
| Carpi      | Atellana   |           |
| Carpi      | Atellana   | 29 – 20   |
| Camerano   | Tavarnelle |           |
| Camerano   | Tavarnelle | 30 – 27   |

##### Seconda fase
| Squadra 1  | Squadra 2  | Risultato |
| ---------- | ---------- | --------- |
| Tavarnelle | Carpi      |           |
| Tavarnelle | Carpi      | 22 – 36   |
| Atellana   | Romagna    |           |
| Atellana   | Romagna    | 27 – 28   |
| Carpi      | Camerano   |           |
| Carpi      | Camerano   | 29 – 20   |
| Romagna    | Tavarnelle |           |
| Romagna    | Tavarnelle | 31 – 21   |

#### Classifica
|  | Pos. | Squadra    | Pt | G | V | N | S | GF  | GS  | D   |
|  | ---- | ---------- | -- | - | - | - | - | --- | --- | --- |
|  | 1.   | Carpi      | 8  | 4 | 4 | 0 | 0 | 119 | 79  | +40 |
|  | 2.   | Romagna    | 4  | 4 | 2 | 0 | 2 | 103 | 102 | +1  |
|  | 3.   | Camerano   | 4  | 4 | 2 | 0 | 2 | 102 | 107 | -5  |
|  | 4.   | Atellana   | 4  | 4 | 2 | 0 | 2 | 92  | 106 | -14 |
|  | 5.   | Tavarnelle | 0  | 4 | 0 | 0 | 4 | 96  | 125 | -29 |

### Girone D

#### Risultati

##### Prima fase
| Squadra 1  | Squadra 2 | Risultato |
| ---------- | --------- | --------- |
| Aretusa    | Ragusa    |           |
| Aretusa    | Ragusa    | 32 – 32   |
| Conversano | Haenna    |           |
| Conversano | Haenna    | 28 – 30   |
| Haenna     | Ragusa    |           |
| Haenna     | Ragusa    | 27 – 29   |
| Aretusa    | Lanzara   |           |
| Aretusa    | Lanzara   | 28 – 39   |
| Conversano | Lanzara   |           |
| Conversano | Lanzara   | 26 – 38   |

##### Seconda fase
| Squadra 1 | Squadra 2  | Risultato |
| --------- | ---------- | --------- |
| Aretusa   | Haenna     |           |
| Aretusa   | Haenna     | 26 – 22   |
| Lanzara   | Ragusa     |           |
| Lanzara   | Ragusa     | 37 – 27   |
| Lanzara   | Haenna     |           |
| Lanzara   | Haenna     | 43 – 34   |
| Ragusa    | Conversano |           |
| Ragusa    | Conversano | 28 – 27   |
| Aretusa   | Conversano |           |
| Aretusa   | Conversano | 26 – 25   |

#### Classifica
|  | Pos. | Squadra    | Pt | G | V | N | S | GF  | GS  | D   |
|  | ---- | ---------- | -- | - | - | - | - | --- | --- | --- |
|  | 1.   | Lanzara    | 8  | 4 | 4 | 0 | 0 | 157 | 115 | +42 |
|  | 2.   | Haenna     | 5  | 4 | 2 | 1 | 1 | 112 | 118 | -6  |
|  | 3.   | Ragusa     | 5  | 4 | 2 | 1 | 1 | 116 | 123 | -7  |
|  | 4.   | Aretusa    | 2  | 4 | 1 | 0 | 3 | 113 | 126 | -13 |
|  | 5.   | Conversano | 0  | 4 | 0 | 0 | 4 | 106 | 122 | -16 |

## Terza e quarta fase

### Gruppo 1

#### Risultati

##### Terza fase
| Squadra 1       | Squadra 2    | Risultato |
| --------------- | ------------ | --------- |
| Palazzolo       | Pressano     |           |
| Palazzolo       | Pressano     | 22 – 32   |
| Cassano Magnago | Black Devils |           |
| Cassano Magnago | Black Devils | 27 – 26   |
| Trieste         | Pressano     |           |
| Trieste         | Pressano     | 25 – 39   |
| Palazzolo       | Black Devils |           |
| Palazzolo       | Black Devils | 27 – 32   |
| Medicea         | Brixen       |           |
| Medicea         | Brixen       | 28 – 31   |
| Trieste         | Black Devils |           |
| Trieste         | Black Devils | 29 – 30   |
| Cassano Magnago | Pressano     |           |
| Cassano Magnago | Pressano     | 29 – 23   |
| Derthona        | Brixen       |           |
| Derthona        | Brixen       | 27 – 30   |

##### Quarta fase
| Squadra 1 | Squadra 2       | Risultato |
| --------- | --------------- | --------- |
| Brixen    | Palazzolo       |           |
| Brixen    | Palazzolo       | 33 – 25   |
| Brixen    | Cassano Magnago |           |
| Brixen    | Cassano Magnago | 29 – 22   |
| Derthona  | Black Devils    |           |
| Derthona  | Black Devils    | 19 – 34   |
| Medicea   | Pressano        |           |
| Medicea   | Pressano        | 23 – 40   |
| Medicea   | Black Devils    |           |
| Medicea   | Black Devils    | 19 – 38   |
| Brixen    | Trieste         |           |
| Brixen    | Trieste         | 5 – 0     |
| Derthona  | Pressano        |           |
| Derthona  | Pressano        | 27 – 32   |

#### Classifica
|  | Pos. | Squadra         | Pt | G | V | N | S | GF  | GS  | D   |
|  | ---- | --------------- | -- | - | - | - | - | --- | --- | --- |
|  | 1.   | Pressano        | 12 | 7 | 6 | 0 | 1 | 243 | 171 | +72 |
|  | 2.   | Cassano Magnago | 12 | 7 | 6 | 0 | 1 | 200 | 157 | +43 |
|  | 3.   | Black Devils    | 10 | 7 | 5 | 0 | 2 | 224 | 185 | +39 |
|  | 4.   | Brixen          | 10 | 7 | 5 | 0 | 2 | 174 | 181 | -7  |
|  | 5.   | Derthona        | 4  | 7 | 2 | 0 | 5 | 155 | 202 | -47 |
|  | 6.   | Trieste (-3)    | 3  | 7 | 3 | 0 | 4 | 176 | 169 | +7  |
|  | 7.   | Palazzolo       | 2  | 7 | 1 | 0 | 6 | 167 | 204 | -37 |
|  | 8.   | Medicea         | 0  | 6 | 0 | 0 | 6 | 151 | 221 | -70 |

### Gruppo 2

#### Risultati

##### Terza fase
| Squadra 1  | Squadra 2  | Risultato |
| ---------- | ---------- | --------- |
| Conversano | Tavarnelle |           |
| Conversano | Tavarnelle | 35 – 27   |
| Haenna     | Carpi      |           |
| Haenna     | Carpi      | 21 – 33   |
| Lanzara    | Romagna    |           |
| Lanzara    | Romagna    | 31 – 26   |
| Aretusa    | Atellana   |           |
| Aretusa    | Atellana   | 25 – 24   |
| Haenna     | Tavarnelle |           |
| Haenna     | Tavarnelle | 26 – 27   |
| Conversano | Romagna    |           |
| Conversano | Romagna    | 17 – 23   |
| Aretusa    | Camerano   |           |
| Aretusa    | Camerano   | 28 – 33   |
| Lanzara    | Atellana   |           |
| Lanzara    | Atellana   | 27 – 24   |
| Ragusa     | Carpi      |           |
| Ragusa     | Carpi      | 25 – 31   |
| Tavarnelle | Aretusa    |           |
| Tavarnelle | Aretusa    | 26 – 23   |
| Conversano | Camerano   |           |
| Conversano | Camerano   | 31 – 38   |
| Ragusa     | Atellana   |           |
| Ragusa     | Atellana   | 5 – 0     |
| Lanzara    | Carpi      |           |
| Lanzara    | Carpi      | 32 – 34   |

##### Quarta fase
| Squadra 1  | Squadra 2  | Risultato |
| ---------- | ---------- | --------- |
| Camerano   | Lanzara    |           |
| Camerano   | Lanzara    | 26 – 37   |
| Atellana   | Haenna     |           |
| Atellana   | Haenna     | 27 – 28   |
| Romagna    | Ragusa     |           |
| Romagna    | Ragusa     | 31 – 25   |
| Aretusa    | Carpi      |           |
| Aretusa    | Carpi      | 26 – 33   |
| Atellana   | Conversano |           |
| Atellana   | Conversano | 41 – 35   |
| Camerano   | Ragusa     |           |
| Camerano   | Ragusa     | 39 – 20   |
| Tavarnelle | Lanzara    |           |
| Tavarnelle | Lanzara    | 29 – 35   |
| Romagna    | Haenna     |           |
| Romagna    | Haenna     | 27 – 26   |
| Haenna     | Camerano   |           |
| Haenna     | Camerano   | 28 – 34   |
| Carpi      | Conversano |           |
| Carpi      | Conversano | 33 – 24   |
| Romagna    | Aretusa    |           |
| Romagna    | Aretusa    | 29 – 31   |
| Ragusa     | Tavarnelle |           |
| Ragusa     | Tavarnelle | 26 – 35   |

#### Classifica
|  | Pos. | Squadra       | Pt | G | V | N | S | GF  | GS  | D   |
|  | ---- | ------------- | -- | - | - | - | - | --- | --- | --- |
|  | 1.   | Carpi         | 18 | 9 | 9 | 0 | 0 | 283 | 207 | +76 |
|  | 2.   | Lanzara       | 16 | 9 | 8 | 0 | 1 | 319 | 254 | +65 |
|  | 3.   | Camerano      | 12 | 9 | 6 | 0 | 3 | 272 | 251 | +21 |
|  | 4.   | Romagna       | 10 | 9 | 5 | 0 | 4 | 239 | 232 | +7  |
|  | 5.   | Aretusa       | 9  | 9 | 4 | 1 | 4 | 245 | 263 | -18 |
|  | 6.   | Ragusa        | 7  | 9 | 3 | 1 | 5 | 217 | 259 | -42 |
|  | 7.   | Tavarnelle    | 6  | 9 | 3 | 0 | 6 | 240 | 270 | -30 |
|  | 8.   | Atellana (-1) | 5  | 9 | 3 | 0 | 6 | 215 | 226 | -11 |
|  | 9.   | Haenna        | 4  | 9 | 2 | 0 | 7 | 242 | 274 | -32 |
|  | 10.  | Conversano    | 2  | 9 | 1 | 0 | 8 | 248 | 284 | -36 |

## Final Eight

### Final 1

#### Risultati
| Squadra 1       | Squadra 2       | Risultato |
| --------------- | --------------- | --------- |
| Brixen          | Lanzara         |           |
| Brixen          | Lanzara         | 35 – 37   |
| Cassano Magnago | Camerano        |           |
| Cassano Magnago | Camerano        | 27 – 18   |
| Camerano        | Brixen          |           |
| Camerano        | Brixen          | 27 – 21   |
| Lanzara         | Cassano Magnago |           |
| Lanzara         | Cassano Magnago | 17 – 34   |
| Brixen          | Cassano Magnago |           |
| Brixen          | Cassano Magnago | 17 – 23   |
| Lanzara         | Camerano        |           |
| Lanzara         | Camerano        | 33 – 32   |

##### Classifica
|  | Pos. | Squadra         | Pt | G | V | N | S | GF | GS  | D   | Note            |
|  | ---- | --------------- | -- | - | - | - | - | -- | --- | --- | --------------- |
|  | 1.   | Cassano Magnago | 6  | 3 | 3 | 0 | 0 | 84 | 52  | +32 | Semifinali      |
|  | 2.   | Lanzara         | 4  | 3 | 2 | 0 | 1 | 87 | 101 | -14 | Semifinali      |
|  | 3.   | Camerano        | 2  | 3 | 1 | 0 | 2 | 77 | 81  | -4  | Placement round |
|  | 4.   | Brixen          | 0  | 3 | 0 | 0 | 3 | 73 | 87  | -14 | Placement round |

### Final 2

#### Risultati
| Squadra 1    | Squadra 2    | Risultato |
| ------------ | ------------ | --------- |
| Black Devils | Pressano     |           |
| Black Devils | Pressano     | 26 – 28   |
| Romagna      | Carpi        |           |
| Romagna      | Carpi        | 18 – 26   |
| Pressano     | Romagna      |           |
| Pressano     | Romagna      | 28 – 22   |
| Carpi        | Black Devils |           |
| Carpi        | Black Devils | 31 – 26   |
| Black Devils | Romagna      |           |
| Black Devils | Romagna      | 20 – 18   |
| Pressano     | Carpi        |           |
| Pressano     | Carpi        | 24 – 17   |

##### Classifica
|  | Pos. | Squadra      | Pt | G | V | N | S | GF | GS | D   | Note            |
|  | ---- | ------------ | -- | - | - | - | - | -- | -- | --- | --------------- |
|  | 1.   | Pressano     | 6  | 3 | 3 | 0 | 0 | 80 | 65 | +15 | Semifinali      |
|  | 2.   | Carpi        | 4  | 3 | 2 | 0 | 1 | 74 | 68 | +6  | Semifinali      |
|  | 3.   | Black Devils | 2  | 3 | 1 | 0 | 2 | 72 | 77 | -5  | Placement round |
|  | 4.   | Romagna      | 0  | 3 | 0 | 0 | 3 | 58 | 74 | -16 | Placement round |

### Tabellone 5º-8º posto
|  | Semifinali 5º-8º posto | Semifinali 5º-8º posto | Semifinali 5º-8º posto |          |              | Finale 5º posto | Finale 5º posto | Finale 5º posto |  |
|  |                        |                        |                        |          |              |                 |                 |                 |  |
|  | Black Devils           | Black Devils           | 29                     |          |              |                 |                 |                 |  |
|  | Black Devils           | Black Devils           | 29                     |          |              |                 |                 |                 |  |
|  | Brixen                 | Brixen                 | 21                     |          |              |                 |                 |                 |  |
|  | Brixen                 | Brixen                 | 21                     |          | Black Devils | Black Devils    | 34              |                 |  |
|  |                        |                        |                        |          | Black Devils | Black Devils    | 34              |                 |  |
|  |                        |                        | Camerano               | Camerano | 17           |                 |                 |                 |  |
|  | Camerano               | Camerano               | Camerano               | Camerano | 17           | 28              |                 |                 |  |
|  | Camerano               | Camerano               |                        |          |              | 28              |                 |                 |  |
|  | Romagna                | Romagna                | 24                     |          |              | Finale 7º posto | Finale 7º posto | Finale 7º posto |  |
|  | Romagna                | Romagna                | 24                     |          |              |                 |                 |                 |  |
|  |                        |                        |                        |          |              |                 |                 |                 |  |
|  |                        |                        |                        |          |              | Brixen          | Brixen          | 26              |  |
|  |                        |                        |                        |          |              | Brixen          | Brixen          | 26              |  |
|  |                        |                        |                        |          |              | Romagna         | Romagna         | 27              |  |

### Tabellone 1º-4º posto
|  | Semifinali 1º-4º posto | Semifinali 1º-4º posto | Semifinali 1º-4º posto |                 |          | Finale          | Finale          | Finale          |  |
|  |                        |                        |                        |                 |          |                 |                 |                 |  |
|  | Pressano               | Pressano               | 38                     |                 |          |                 |                 |                 |  |
|  | Pressano               | Pressano               | 38                     |                 |          |                 |                 |                 |  |
|  | Lanzara                | Lanzara                | 35                     |                 |          |                 |                 |                 |  |
|  | Lanzara                | Lanzara                | 35                     |                 | Pressano | Pressano        | 25              |                 |  |
|  |                        |                        |                        |                 | Pressano | Pressano        | 25              |                 |  |
|  |                        |                        | Cassano Magnago        | Cassano Magnago | 32       |                 |                 |                 |  |
|  | Cassano Magnago        | Cassano Magnago        | Cassano Magnago        | Cassano Magnago | 32       | 35              |                 |                 |  |
|  | Cassano Magnago        | Cassano Magnago        |                        |                 |          | 35              |                 |                 |  |
|  | Carpi                  | Carpi                  | 25                     |                 |          | Finale 3º posto | Finale 3º posto | Finale 3º posto |  |
|  | Carpi                  | Carpi                  | 25                     |                 |          |                 |                 |                 |  |
|  |                        |                        |                        |                 |          |                 |                 |                 |  |
|  |                        |                        |                        |                 |          | Lanzara         | Lanzara         | 36              |  |
|  |                        |                        |                        |                 |          | Lanzara         | Lanzara         | 36              |  |
|  |                        |                        |                        |                 |          | Carpi           | Carpi           | 30              |  |

#### Finale
| Arbitri: | Gianna Stella Merisi (Gallarate) Andrea Pepe (Sassari) |

|                                                      |           |                                                                           |
| Fadanelli 8 Iachemet 7 Sontacchi 5 Boev 4 Villotti 1 | Marcatori | La Bruna 10 Kabeer 7 Prevosti 7 Salvati 4 Visentin 2 Borghi 1 Casarotto 1 |